# Cixius mukwana
Cixius mukwana är en insektsart som beskrevs av Tsaur 1991. Cixius mukwana ingår i släktet Cixius och familjen kilstritar. Inga underarter finns listade i Catalogue of Life.